# Ярошевиці-Рихвальські
Ярошевиці-Рихвальські (пол. Jaroszewice Rychwalskie) — село в Польщі, у гміні Рихвал Конінського повіту Великопольського воєводства.
Населення — 408 осіб (2011).
У 1975-1998 роках село належало до Конінського воєводства.

## Демографія
Демографічна структура станом на 31 березня 2011 року:
|          | Загалом | Допрацездатний вік | Працездатний вік | Постпрацездатний вік |
| -------- | ------- | ------------------ | ---------------- | -------------------- |
| Чоловіки | 189     | 41                 | 136              | 12                   |
| Жінки    | 219     | 51                 | 125              | 43                   |
| Разом    | 408     | 92                 | 261              | 55                   |